# Jacob Wallenberg
Jacob Wallenberg (nacido el 13 de enero de 1956) es un banquero e industrial sueco de la familia Wallenberg que actualmente se actúa como miembro de la junta directiva de varias empresas. Fue descrito por The Guardian como un “príncipe en la familia real financiera de Suecia”.

## Biografía

### Primeros años y educación
Wallenberg nació en Estocolmo en 1956, en el seno de la familia Wallenberg, hijo del banquero Peter Wallenberg Sr. y Suzanne Fleming Grevillius. Se educó en la Wharton School de la Universidad de Pensilvania, obteniendo un BS en economía en 1980 y un MBA en 1981. También estudió en la Academia Naval Real Sueca y es un oficial de reserva en la Marina Sueca.

### Carrera
Jacob Wallenberg fue presidente de Skandinaviska Enskilda Banken (SEB) de 1998 a 2005 y vicepresidente de 2005 a 2014. Fue CEO del banco en 1997 y, entre 1995 y 1996, se desempeñó como EVP y jefe de banca corporativa e inversión. Wallenberg también ha sido vicepresidente de Atlas Copco, SAS Group y Stora Enso, y ha formado parte de las juntas directivas de The Coca-Cola Company, Electrolux, WM-data, y la Cámara de Comercio de Estocolmo. 
Jacob Wallenberg es presidente de la junta de Investor AB, un accionista principal de empresas globales con sede en los países nórdicos. Es vicepresidente de ABB, Ericsson AB, FAM AB, y Patricia Industries. Wallenberg también forma parte de las juntas directivas de Nasdaq Inc, la Fundación Knut y Alice Wallenberg, varias otras fundaciones de la familia Wallenberg y la Escuela de Economía de Estocolmo. Es miembro del comité directivo del Grupo Bilderberg, de la Mesa Redonda Europea de Industriales, y del consejo asesor de la Escuela de Economía y Gestión de la Universidad de Tsinghua. También es miembro de la Comisión Trilateral. Wallenberg es presidente honorario del Consejo Asesor Internacional de Líderes Empresariales del Alcalde de Shanghái (IBLAC). 

## Familia
Es hijo de Peter Wallenberg Sr. y Suzanne Fleming (de soltera Grevillius). En 1986, Wallenberg se casó con Marie Wehtje, hija del ingeniero civil Urban Wehtje de la familia Wehtje, y Merete Wehtje (de soltera Bylandt-Grøn, en Dinamarca). Su matrimonio produjo tres hijos, nacidos en 1988, 1989 y 1990. Se divorciaron en 2008. Desde 2014, está casado con Annika Levin.
|  |                                                            |  |  |  |  |  |  |  |  |  |  |  |  |  |  |  |
|  | Marcus Wallenberg d.ä, banquero e industrial               |  |  |  |  |  |  |  |  |  |  |  |  |  |  |  |
|  |                                                            |  |  |  |  |  |  |  |  |  |  |  |  |  |  |  |
|  |                                                            |  |  |  |  |  |  |  |  |  |  |  |  |  |  |  |
|  | Marcus Wallenberg Jr.                                      |  |  |  |  |  |  |  |  |  |  |  |  |  |  |  |
|  |                                                            |  |  |  |  |  |  |  |  |  |  |  |  |  |  |  |
|  |                                                            |  |  |  |  |  |  |  |  |  |  |  |  |  |  |  |
|  | Amalia Hagdahl                                             |  |  |  |  |  |  |  |  |  |  |  |  |  |  |  |
|  |                                                            |  |  |  |  |  |  |  |  |  |  |  |  |  |  |  |
|  |                                                            |  |  |  |  |  |  |  |  |  |  |  |  |  |  |  |
|  | Peter Wallenberg, industrial                               |  |  |  |  |  |  |  |  |  |  |  |  |  |  |  |
|  |                                                            |  |  |  |  |  |  |  |  |  |  |  |  |  |  |  |
|  |                                                            |  |  |  |  |  |  |  |  |  |  |  |  |  |  |  |
|  | Alexander Mackey, empresario                               |  |  |  |  |  |  |  |  |  |  |  |  |  |  |  |
|  |                                                            |  |  |  |  |  |  |  |  |  |  |  |  |  |  |  |
|  |                                                            |  |  |  |  |  |  |  |  |  |  |  |  |  |  |  |
|  | Dorothy Mackay                                             |  |  |  |  |  |  |  |  |  |  |  |  |  |  |  |
|  |                                                            |  |  |  |  |  |  |  |  |  |  |  |  |  |  |  |
|  |                                                            |  |  |  |  |  |  |  |  |  |  |  |  |  |  |  |
|  | Edith Burns                                                |  |  |  |  |  |  |  |  |  |  |  |  |  |  |  |
|  |                                                            |  |  |  |  |  |  |  |  |  |  |  |  |  |  |  |
|  |                                                            |  |  |  |  |  |  |  |  |  |  |  |  |  |  |  |
|  | Jacob Wallenberg                                           |  |  |  |  |  |  |  |  |  |  |  |  |  |  |  |
|  |                                                            |  |  |  |  |  |  |  |  |  |  |  |  |  |  |  |
|  |                                                            |  |  |  |  |  |  |  |  |  |  |  |  |  |  |  |
|  | Karl Grevillius, empresario                                |  |  |  |  |  |  |  |  |  |  |  |  |  |  |  |
|  |                                                            |  |  |  |  |  |  |  |  |  |  |  |  |  |  |  |
|  |                                                            |  |  |  |  |  |  |  |  |  |  |  |  |  |  |  |
|  | Åke Grevillius                                             |  |  |  |  |  |  |  |  |  |  |  |  |  |  |  |
|  |                                                            |  |  |  |  |  |  |  |  |  |  |  |  |  |  |  |
|  |                                                            |  |  |  |  |  |  |  |  |  |  |  |  |  |  |  |
|  | Emilia Lindquist                                           |  |  |  |  |  |  |  |  |  |  |  |  |  |  |  |
|  |                                                            |  |  |  |  |  |  |  |  |  |  |  |  |  |  |  |
|  |                                                            |  |  |  |  |  |  |  |  |  |  |  |  |  |  |  |
|  | Suzanne Grevillius Fleming                                 |  |  |  |  |  |  |  |  |  |  |  |  |  |  |  |
|  |                                                            |  |  |  |  |  |  |  |  |  |  |  |  |  |  |  |
|  |                                                            |  |  |  |  |  |  |  |  |  |  |  |  |  |  |  |
|  | Stenhammar (släkt)\| Waldemar Stenhammar, teniente coronel |  |  |  |  |  |  |  |  |  |  |  |  |  |  |  |
|  |                                                            |  |  |  |  |  |  |  |  |  |  |  |  |  |  |  |
|  |                                                            |  |  |  |  |  |  |  |  |  |  |  |  |  |  |  |
|  | Stenhammar (familia)\|Vian Stenhammar                      |  |  |  |  |  |  |  |  |  |  |  |  |  |  |  |
|  |                                                            |  |  |  |  |  |  |  |  |  |  |  |  |  |  |  |
|  |                                                            |  |  |  |  |  |  |  |  |  |  |  |  |  |  |  |
|  | Olga Löfwall                                               |  |  |  |  |  |  |  |  |  |  |  |  |  |  |  |
|  |                                                            |  |  |  |  |  |  |  |  |  |  |  |  |  |  |  |
|  |                                                            |  |  |  |  |  |  |  |  |  |  |  |  |  |  |  |

## Distinciones
- Comendador de la Orden del León de Finlandia
- Comendador de la Orden de Mayo, Argentina
- Miembro de la Real Academia Sueca de Ciencias de la Ingeniería (2000)
- Doctor honoris causa en Economía, Escuela de Economía de Estocolmo (2005)
- Miembro de la Real Sociedad Sueca de Ciencias Navales (2006)
- Medalla del Rey S.M., medalla de oro de tamaño 12 con cinta de la Orden Serafín (2007)
- Doctor honoris causa en Economía, Escuela de Economía Hanken, Helsinki, (2009)
- Premio de Investigación SSE, Instituto de Investigación de la Escuela de Economía de Estocolmo (2010)
- Orden del Sol Naciente, 2da Clase, Estrella de Oro y Plata (2018)
- Legión de Honor, Francia (2019)